# Розпродаж майна банкрута-фермера
Розпродаж майна банкрута-фермера (англ. Public Sale) — картина, котру створив 1943 року художник Ендрю Ваєт (1917—2009) зі Сполучених Штатів.

## Художник і його техніка
На першому етапі творчості Ендрю Ваєт користувався темперними фарбами. Він почав це робити з 1930-х років і як протиставлення власній розкутості в акварелі, і як визнання себе майстром, котрий досяг певного якісного рівня. Він вкривав стулку чотирма шарами гіпсу із желатином і шліфував отриманий ґрунт. Сам готував мінеральні фарби на яєчному жовтку, розведеному водою. Ваєт полюбляв тьмяну поверхню цих ферб, котрі не давали зайвого блиску. Як реаліст, він вдивлявся в навколишні провінційні краєвиди, напівдикі, позбавлені яскравих фарб на землі, в рослинах і в небі, і бажав правдиво відтворити ці фарби в картинах. Ця техніка була відома ще майстрам Візантії та раннього італійського Відродження. Природні мінерали він закуповував в Чеддс-Форді, їх також надсилали йому з  Мексики, Іспанії, Індії, а коштовну ляпіс-лазур із самого Ірану.
Але картини, які хвилювали уяву художника, ніяк не були схожі на картини майстрів раннього Відродження. Серед них — «Ферма Діла Хью», «Зимові поля», «Ягідна плантація», краєвиди в сувору пору і з суворими природними фарбами, з невеселим, іноді пригніченим настроєм.

## Опис твору
Найбільш приховано напружений, пригнічений настрій мала картина «Розпродаж майна банкрута-фермера».  Приводом для створення картини став реальний випадок. У сусіда-фермера Ваєта — померла дружина. Справи пішли на спад і той збанкрутів. Одне горе завершилось іншим — усе майно банкрута-фермера розпродали на аукціоні за безцінь. Художника вразив і похмурий осінній день, і помертвілі трави, і шлях, вкрай розбитий автівками жадібних сусідів, що як хижі круки кинулись на дешеве майно, аби нажитися на чужому горі. Все відходило в вічність, пропадало, як курява попелу, підхопленого вітром. В картині з сірим, похмурим небом панував настрій непоправної втрати, коли справи цілого життя сусідньої родини наче перетворювались на порожнечу.